# Domina (televisieserie)
Domina is een achtdelige Italiaans-Britse historisch dramareeks uit 2021 over de levensloop van de Romeinse keizerin Livia Drusilla. De titel verwijst naar haar en is het Romeinse woord voor "meesteres". De serie is bedacht en geschreven door Simon Burke
Domina werd gemaakt voor de Italiaanse en de Britse betaalzender Sky Atlantic, onderdeel van de Britse groep Sky, en werd er uitgezonden vanaf 14 mei 2021. In de Verenigde Staten werd de reeks uitgezonden door betaalzender Epix, dat in februari 2022 een tweede seizoen bestelde.
De reeks werd positief onthaald, met een score van 7,1 op tien bij IMDb en 78% bij Rotten Tomatoes.

## Rolverdeling
- Kasia Smutniak, Nadia Parkes (als jongedame) en Meadow Nobrega (als kind) als Livia Drusilla
- Matthew McNulty en Tom Glynn-Carney (als jongeman) als Gaius Octavius, Livia's man en Romeins keizer
- Ben Batt en Olivier Huntingdon (als jongeman) als generaal Marcus Vipsanius Agrippa, Gaius' vriend en bondgenoot
- Christine Bottomley en Bailey Spalding (als jongedame) als Scribonia, Gaius' tweede vrouw
- Claire Forlani en Alexandra Moloney (als jongedame) als Octavia Thurina minor, Gaius' oudere zus
- Colette Dalal Tchantcho, Melodie Wakivuamina (als jongedame) en Anelle Olaleye (als kind) als Antigone, Livia's vriendin en voormalig slavin in het huishouden van haar vader
- Enzo Cilenti als Tiberius Nero, Livia's eerste man en vader van haar twee zonen
- Darrell D'Silva als Gnaius Calpurnius Piso, vriend van Livia's vader en later consul
- Liam Garrigan als Marcus Antonius, Octavia's tweede man en Gaius' bondgenoot en later vijand in de burgeroorlog
- Enzo Cilenti en Earl Cave (als jongeman) als Tiberius Julius Caesar Augustus, oudste zoon van Livia en Nero
- Ewan Horrocks als Nero Claudius Drusus, jongste zoon van Livia en Nero
- Finn Bennett als Marcus Claudius Marcellus, oudste zoon van Octavia en Gaius Claudius Marcellus
- Liah O'Prey als Julia Caesaris maior, Gaius en Scribonia's dochter
- Joseph Ollman en Oliver Dench als Iullus Antonius, zoon uit het vorige huwelijk van Marcus Antonius met Fulvia Flacca Bambula
- Alaïs Lawson als Claudia Marcella maior, oudste dochter van Octavia en Gaius Claudius Marcellus
- Emma Canning als Antonia maior, oudste dochter van Octavia en Marcus Antonius
- Beau Gadsdon als Antonia minor, jongste dochter van Octavia en Marcus Antonius
- Liam Cunningham als Marcus Livius Drusus Claudianus, Livia's vader
- Peter Campion als Marcus Livius Drusus Libo, Livia's adoptiebroer
- Youssef Kerkour en Merch Husey (als jongeman) als Gaius Cilnius Maecenas, Gaius vriend en adviseur
- Alex Lanipekun als Tycho, Antigone's man
- Pedro Leandro als Aprio, Marcellus' Spaanse slaaf en geliefde
- Lex Shrapnel als Marcus Licinius Crassus Dives, senator, tegenstander van Gaius en geliefde van Scribonia
- Anthony Barclay als Marcus Valerius Messalla Corvinus, senator en tegenstander van Gaius
- Salvatore Palombi als Murena
- Tom Forbes als Sextus Pompeius Magnus Pius, de generaal en tegenstander van Gaius die Livia en Nero onderdak geeft op Sicilië
- Philip Arditti als Primus, de generaal en medestander van Gaius die wordt beschuldigd van landverraad
- Alana Boden als Porcia, Primus' man en Livia's nicht
- Isabella Rossellini als Balbina, de bordeelhoudster
- Claudia Stecher als Fortunata, Scribonia's slavin

## Afleveringen

### Seizoen 1
1. Fall (val) 43 v.Chr.
2. Rise (opkomst) 39 v.Chr.
3. Family (familie) 27 v.Chr.
4. Secrets (geheimen)
5. Plague (plaag)
6. Nightshade (nachtschade)
7. Treason (landverraad) 25 v.Chr.
8. Happiness (geluk) 22 v.Chr.

### Seizoen 2
1. Conspiracy (samenzwering)
2. Wedding (huwelijk)
3. Betrayal (verraad)
4. Exile (verbanning)
5. Sacrilege (heiligschennis)
6. Freedom (vrijheid)
7. Curse (vloek)
8. Control (controle)